# オノラ1世・ド・サヴォワ

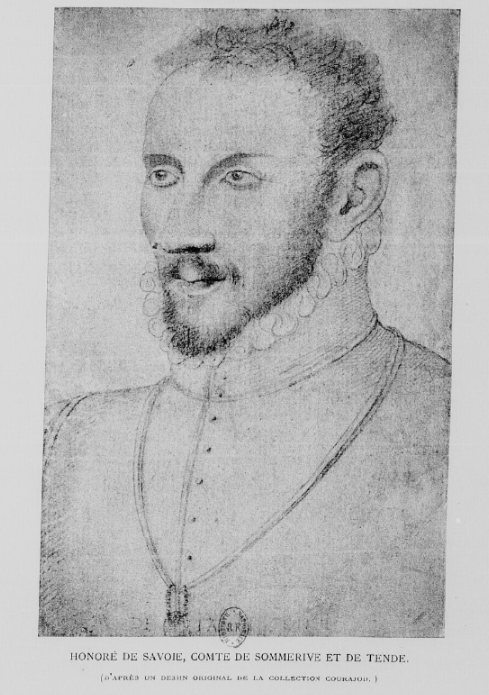
タンド伯オノラ1世

オノラ1世・ド・サヴォワ（Honorat Ier de Savoie, 1538年10月 マルセイユ - 1572年10月11日 アヴィニョン）は、ヴァロワ朝時代フランスの廷臣・軍人。タンド伯及びソムリーヴ伯。1566年に父親から引き継いだプロヴァンス州知事及びプロヴァンスの大セネシャルの職を務めた。

## 生涯

### 出自
タンド伯クロード・ド・サヴォワとその最初の妻マリー・ド・シャバンヌの間の次男として、1538年10月マルセイユのフランス国王居館で誕生。母はオノラの出産時に産褥死した。10月30日ノートルダム＝デザクール教会で洗礼を受け、叔父のヴィラール伯オノラと姉のルネが洗礼の代父母を務めた。

### 業績
1562年、王母カトリーヌ・ド・メディシスはプロヴァンス州のプロテスタント勢力に対抗するため、オノラをプロヴァンス州統監に任命した。州知事であったオノラの父クロードが、後妻フランソワーズ・ド・フォワ＝カンダルの影響で同州のプロテスタント派の頭目となっており、これに対抗させるためであった。オノラは自らの正統性を証明すべくエクス＝アン＝プロヴァンスで高等法院を開催するよう王母に命じられるが、高等法院は結局プロテスタント側に牛耳られる事態となった。
オノラは州統監ながら自前の軍勢を持っていなかったため、プロヴァンスのカトリック派の頭目カルセス伯ジャン・ド・ポンテヴェスの協力を得て軍を結集しエクスの町を占領した。この余勢を駆って在地の多くのカトリック勢力がさらに集まって連携を取るようになった。クロードはプロテスタント側の勢いを取り戻すべく奔走し、ペルテュイを占領、ここを拠点にシストロンを奪回した。この間、ユグノーの闘士フランソワ・ド・ボーモンがクロードを軍事面で支えた。オノラは父の反撃の前にオランジュをあらかじめ占領していたが、プロテスタント側の軍勢に奪回された。今度はカルセス伯やスーズ伯フランソワ・ド・ラ・ボームらプロヴァンスの在地領主の軍勢に傭兵隊長セルベローニ（Fabrizio Serbelloni）率いる教皇庁からの援軍も加わったカトリックの大軍勢が集まり、再びオランジュを占領した。町では略奪と殺戮が繰り広げられ、司教館でも金品が根こそぎ持ち去られた。
オノラのカトリック側軍勢がシストロンを奪回すると、クロードは滞在していたバルスロネットの渓谷を出てシストロンを包囲し、投降した息子オノラを捕虜とした。しかしオノラは監獄を脱出し、クロードは息子を追跡させたが捕縛できず、オノラはカトリック軍勢と合流した。そしてオノラのカトリック軍が再びシストロンを包囲・占領する。抵抗を諦めたクロードはトリノに亡命し、プロヴァンス州はカトリック側に制圧された。しかしオノラはこの優位を上手く活用できず、軍事的成功としてはサン＝ジルを征服するに留まり、カトリック軍勢はフランソワ・ド・ボーモンのプロテスタント軍勢に急襲され大きな損害を被る。ボーモンの追撃を振り切るため、オノラはやむなくローヌ川に架かる橋を破却せねばならなかった。
50名の重騎兵隊の隊長として、1565年11月12日聖ミシェル騎士団騎士に叙任された。1566年4月23日に父が死ぬと同時にタンド伯爵位を、5日後の4月28日にプロヴァンス州知事及びプロヴァンスの大セネシャルの職を引き継いだ。
オノラは次にニームの征服を狙ったが、失敗に終わった。プロテスタント側がシストロンを再び占領したため、奪回すべく包囲作戦を行うが、敗北し、逆にシストロンの守備隊から追撃を受けた。しかしカルセス伯の策略が功を奏し、追手は撃退された。オノラはエクス＝アン＝プロヴァンスに戻るが、そこで軍資金を提供しているスーズ伯からの要求を呑み、ヴネサン伯領の諸都市の征服に赴くことを決める。オノラとスーズ伯は同伯領の大半の都市を征服したが、配下の兵は略奪と殺戮を行ったため、エクスの高等法院はこれに異議を唱え、シストロンのプロテスタント達は憤激した。この出来事によってオノラの評判は地に落ちた。彼はエクスの高等法院の許可を得て3000名の軍団を編成し、国王軍の一部として供出した。彼はこの軍団を引き連れて国王軍の指揮官に加わるつもりだったが、アンジュー公爵がこの軍団の指揮権を取り上げてしまったため、プロヴァンスへの帰郷を余儀なくされた。

### 死去
オノラは1572年10月1日にサロン＝ド＝プロヴァンスで病に倒れたが、本家のサヴォイア公爵宛の手紙には、体調は回復しつつあると報告している。彼は病を押してアヴィニョンに向かい、同市で年明けに迎えたばかりの2番目の妻と再会したが、その数日後の10月11日に34歳で亡くなった。タンド伯爵位などは伯父のヴィラール侯オノラが継いたが、祖父ルネ・ド・サヴォワから一族が世襲してきたプロヴァンス州の知事及び大セネシャルの職位はもはやサヴォワ＝タンド家のものではなくなった。大セネシャル職はカルセス伯に、州知事職はガスパール・ド・ソー＝タヴァンヌに引き継がれた。

## 結婚
オノラは生涯に2度結婚したが、いずれの妻との間にも子を授からなかった。
- 1558年3月1日、王母カトリーヌ・ド・メディシスの従兄弟にあたる元帥ピエロ・ストロッツィ（英語版）の娘クラリーチェ・ストロッツィと結婚。
- 1572年1月1日、叔母マドレーヌ・ド・サヴォワの娘エレオノール・ド・モンモランシーとその夫のテュレンヌ子爵フランソワ3世・ド・ラ・トゥール・ドーヴェルニュの間の娘、マルグリート・ド・ラ・トゥール・ドーヴェルニュと再婚。